# (7770) Siljan
(7770) Siljan (1992 EQ8) – planetoida z pasa głównego asteroid okrążająca Słońce w ciągu 4,92 lat w średniej odległości 2,89 j.a. Odkryta 2 marca 1992 roku.